# پادشاه بیگم
پادشاه بیگم، لقبی عالی‌رتبه و قدرتمند در دربار امپراتوری گورکانی قرار داشت که به بزرگترین و قدرتمندترین زنان حرمسرا اعطا می‌شد، که رهبری دیگر زنان بزرگ خانواده و کنیزان و غیر را برعهده داشت. این فرد به طور غیرقابل‌مقاومت بر همه زنان دیگر دربار برتری داشت و حتی در بیشتر سده ۱۷‌میلادی هر کس پادشاه بیگم بود، یکی از قدرتمندترین چهره‌های دربار محسوب می‌شد و می‌توانست در اداره امور حکومت دخالت کند یا شخصاً آن را برعهده بگیرد (مانند ملکه نورجهان). به طور شناخته شده، از اوایل سلطنت جهانگیرشاه تا نیمه‌های سلطنت اورنگ‌زیب، پادشاه بیگم‌ها در امپراتوری، نفر دوم بعد از شخص پادشاه محسوب می‌شدند. در انگلیسی این عنوان معادل امپراتریس ترجمه می‌شود.
این لقب می‌توانست به همسر اصلی یا محبوب و مادران ولیعهد، خواهر، مادر و حتی فرزند دختر مورد علاقه شاه اعطا شود. این عنوان نمی‌تواند به بیش از یک خانم به‌ طور هم‌زمان اعطا گردد. اولین بار این لقب به ماهم بیگم همسر اصلی و محبوب امپراتور بابر و مادر امپراتور بعدی همایون داده شده بود. امپراتور همایون آن را به حمیده بانو بیگم همسر موردعلاقه خود مادر امپراتور بعدی اکبر عطا کرد. اکبر هم آن را به محبوب‌ترین همسرش مریم الزمانی که مادر پادشاه بعدی جهانگیر بود اعطا کرد، جهانگیر عنوان را بر همسر اولش صالحه بانو بیگم و بعدا به همسر دیگرش نورجهان بیگم که قدرتمندترین ملکه تاریخ کل هند بود نهاد. شاه جهان این عنوان را به ملکه خاص خود تنها همسر اصلی و موردعلاقه اش ممتاز محل مادر امپراتور بعدی اورنگ‌زیب داد. فرخ‌سیر این لقب را بر همسرش گوهر نساء بیگم و محمد شاه هم بر همسرش بادشاه بیگم گذاشت.

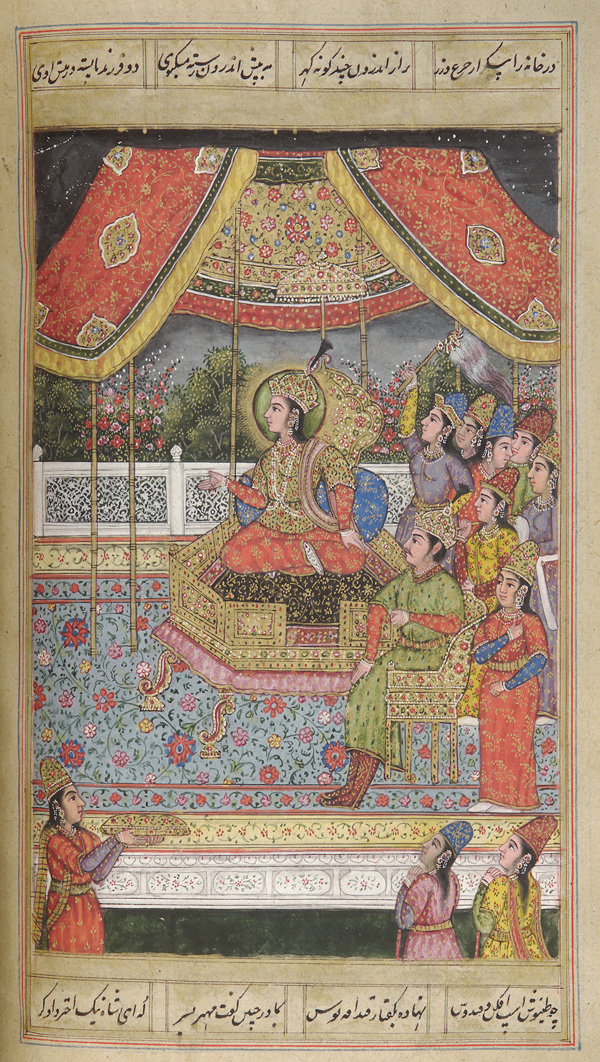
بادشاه بیگم همسر اصلی امپراتور محمد شاه، که لقب پادشاه بیگم را داشت.

این عنوان نیز می‌توانست به دختر امپراتور داده شود مانند دختر شاه جهان، شاهزاده خانم جهان آرا بیگم و روشن‌آرا بیگم و دختر اورنگ زیب، شاهزاده خانم زینت‌النساء بیگم هر سه آن‌ها عنوان را در طول زندگی خود حفظ کردند.
در برخی موارد هم خواهر شاه دارنده این لقب می‌شد. از جمله در مورد خواهر بزرگ‌تر امپراتور بابر، خانزاده بیگم بود. هنگامی که شاهزاده خانمی صاحب این عنوان می‌شد در واقع معنای عبارت «ملکه میان شاهزاده خانم‌ها» می‌شد و برای همسران و مادران خود شاه به معنای «ملکه اصلی و برتر میان ملکه‌ها» می شود.

## قدرتمندترین ملکه های گورکانی
قدرتمندترین ملکه های امپراتوری گورکانی هند به ترتیب قدرت:
| نام             | نام اصلی  | زاده              | آغاز دوره      | پایان دوره     | مرگ            | همسر امپراتور |
| --------------- | --------- | ----------------- | -------------- | -------------- | -------------- | ------------- |
| نورجهان بیگم    | مهرالنساء | ۳۱ می ۱۵۷۷        | ۲۵ مه ۱۶۱۱     | ۲۸ ژانویه ۱۶۲۸ | ۱۷ دسامبر ۱۶۴۵ | جهانگیر شاه   |
| مریم الزمانی    | جودا      | ۷ ژانویه ۱۵۴۲     | ۳۱ اوت ۱۵۶۹    | ۱۹ مه ۱۶۲۳     | ۱۹ مه ۱۶۲۳     | اکبر کبیر     |
| ممتاز محل بیگم  | ارجمند    | ۲۷ آوریل ۱۵۹۳     | ۱۹ ژانویه ۱۶۲۸ | ۱۷ ژوئن ۱۶۳۱   | ۱۷ ژوئن ۱۶۳۱   | شاه جهان      |
| ماهم بیگم       | عایشه     | اواخر قرن پانزدهم | ۲۰ آوریل ۱۵۲۶  | ۲۸ مارس ۱۵۳۴   | ۲۸ مارس ۱۵۳۴   | بابر شاه      |
| حمیده بانو بیگم | حمیده     | ۱۵۲۷              | ۱۵ اکتبر ۱۵۴۲  | ۲۹ آگوست ۱۶۰۴  |                | همایون        |
| بادشاه بیگم     | بادشاه    | ۱۷۰۳              | ۸ دسامبر ۱۷۲۱  | ۶ آوریل ۱۷۴۸   | ۱۴ دسامبر ۱۷۸۹ | محمد شاه      |
| رقیه سلطان بیگم | رقیه      | ۱۵۴۲              | ۱۱ فوریه ۱۵۵۶  | ۲۷ اکتبر ۱۶۰۵  | ۱۹ ژانویه ۱۶۲۶ | اکبر کبیر     |
| دلرس بانو بیگم  | دلرس      | ۱۶۲۲              | فوریه ۱۶۳۷     | ۸ اکتبر ۱۶۵۷   | ۸ اکتبر ۱۶۵۷   | اورنگ‌زیب      |

نورجهان بیگم قدرتمندترین ملکه گورکانی بود و بعد از او مریم الزمانی قدرتمندترین ملکه گورکانی شناخته می‌شود 